# Václav Novotný (politik TOP 09)
Václav Novotný (* 31. května 1959 Praha) je český politik a ekonom, v letech 2010 až 2018 zastupitel hlavního města Prahy, v letech 2011 až 2014 postupně radní města a náměstek primátora, člen TOP 09.

## Život
Vystudoval Gymnázium Sladkovského na Praze 3 a následně obor finance na Národohospodářské fakultě Vysoké školy ekonomické v Praze (získal titul Ing.). Složil také státní jazykovou zkoušku z jazyka anglického.
Do roku 1984 byl zaměstnaný v Československé obchodní bance v oblasti financování podniků. Následující dva roky pracoval jako ekonom středního odborného učiliště stavebního. Později byl až do roku 1990 zaměstnancem Vojenských staveb, konkrétně zastával funkci vedoucího finančního oddělení generálního ředitelství.
Po revoluci pracoval mezi lety 1990 a 2008 jako ředitel Pražské informační služby. Z titulu této funkce byl zástupcem v organizacích jako European Federation of Congress Towns, Federation of European Cities Tourist Organizations nebo European Cities Marketing. Následně byl v letech 2008 až 2011 vedoucím Oddělení řízení programu exportu na Ministerstvu průmyslu a obchodu ČR.
Angažuje se v organizaci Mensa ČR, jejím členem je od roku 1988. Václav Novotný má trvalé bydliště na Praze 13.

## Politické působení
V letech 1988 až 1990 byl členem Československé strany socialistické (ČSS). V roce 2009 pak vstoupil do TOP 09. Nejprve byl předsedou výboru Regionální organizace TOP 09 Praha 13, od roku 2010 je pouze členem tohoto výboru. Stejně tak je od roku 2010 členem Krajského výboru TOP 09 Praha.
V komunálních volbách v roce 2010 byl za TOP 09 zvolen do Zastupitelstva hlavního města Prahy. Po rozpadu koalice ODS a ČSSD a vzniku koalice ODS a TOP 09 se dne 24. listopadu 2011 stal radním hlavního města pro oblast kultury. Další změna nastala v červnu 2013, kdy se rozpadla koalice ODS a TOP 09 a vznikla jednobarevná vláda TOP 09 s podporou ČSSD. Dne 20. června 2013 byl zvolen náměstkem primátora pro oblasti památkové péče, zdravotnictví, školství a legislativy. V komunálních volbách v roce 2014 obhájil za TOP 09 post zastupitele hlavního města (pokoušel se dostat i do Zastupitelstva Městské části Praha 13, ale neuspěl). Strana však skončila v opozici a ke dni 26. listopadu 2014 tak přestal být členem Rady hlavního města. Od té doby působí jako předseda politického klubu TOP 09 a nezávislých a člen Výboru pro kulturu, památkovou péči, výstavnictví, cestovní ruch a zahraniční vztahy. Ještě jako předseda představenstva společnosti Rozvojové projekty Praha se pokoušel přesvědčit dozorčí radu, aby mohl ze své pozice společnost řídit. To se mu však nepovedlo a v polovině prosince 2014 byl z představenstva odvolán.
Původně měl za TOP 09 kandidovat ve volbách do Evropského parlamentu v roce 2014, ale z kandidátky v únoru 2014 odstoupil. Vadilo mu, že v první desítce bylo málo straníků a že při sestavování kandidátky nebyl brán v potaz názor pražské TOP 09.
V komunálních volbách v roce 2018 již do Zastupitelstva hlavního města Prahy nekandidoval. Kandidoval však na předposledním 34. místě kandidátky TOP 09 na Praze 13, ale neuspěl.